# Hieracium aguilari
Hieracium aguilari es una especie de planta con flor del género Hieracium, de la familia Asteraceae, orden Asterales.

## Distribución
Hieracium aguilari se distribuye por España.

## Taxonomía
Fue descrita científicamente por Pau. Fue publicada en Bol. Soc. Esp. Hist. Nat. 21: 148 (1921).